# フードファディズム
フードファディズム（英: food faddism）とは、食べものや栄養が健康と病気に与える影響を熱狂的に信じたり、科学的根拠なく食べものや栄養の健康への好影響・悪影響を過大に評価することである。この現象は、特定の食品の健康効果を過度に信奉したり、逆に特定の食品を必要以上に危険視したりする行動として現れる。具体的には、「この食品を摂取すると健康になる」「この食品を口にすると病気になる」といった情報を鵜呑みにし、単純に「良い」「悪い」と二分化して、バランスを欠いた偏執的で異常な食行動をとることを指す。フードファディズムによって、誤った情報や思い込みが広がり、それに惑わされる商売や健康被害が発生し、メディアが科学的根拠を把握せずに健康情報を扇情的に流す事件など、社会問題となっている。
フードファディズムの概念は1952年、アメリカのマーティン・ガードナーの著書『奇妙な論理』で初めて紹介され、日本では1990年代に高橋久仁子により広く知られるようになった。

## 言葉と起源
「フードファディズム」は「フード」(food)と「ファディズム」(faddism)の合成語であり、ファディズムとは一時的な流行への「のめり込み」を意味する。つまり、食べ物に関する一時的流行への過剰な傾倒を表す概念である。

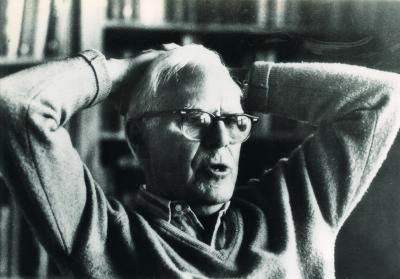
マーティン・ガードナー

フードファディズムの概念は1952年、アメリカの数学者・著述家マーティン・ガードナーの著書『In the Name of Science』において初めて紹介された。この著作は1980年に『奇妙な論理（市場泰男:訳）』として日本語訳され、その中でフードファディズムは「食物のあぶく流行」と表現された。
日本にフードファディズムの概念を広めたのは、群馬大学教授（現・名誉教授）の高橋久仁子である。1991年、高橋はその年に出版された『Nutrition and Behavior』を読み、フードファディズムという概念を認識し、この本を翻訳して1994年に『栄養と行動』として出版した。

## 主な3類型
フードファディズムは、「食品・栄養に関連する科学的根拠のない神話（myth）や詐欺（fraud）、偽医療（quackery）など」で健康問題の解決を図ることを包括する概念であり、「科学的」を装ったニセ科学を軸に展開される。主に以下の3つのタイプに分類される。

### 「健康への好影響を騙る食品の大流行」

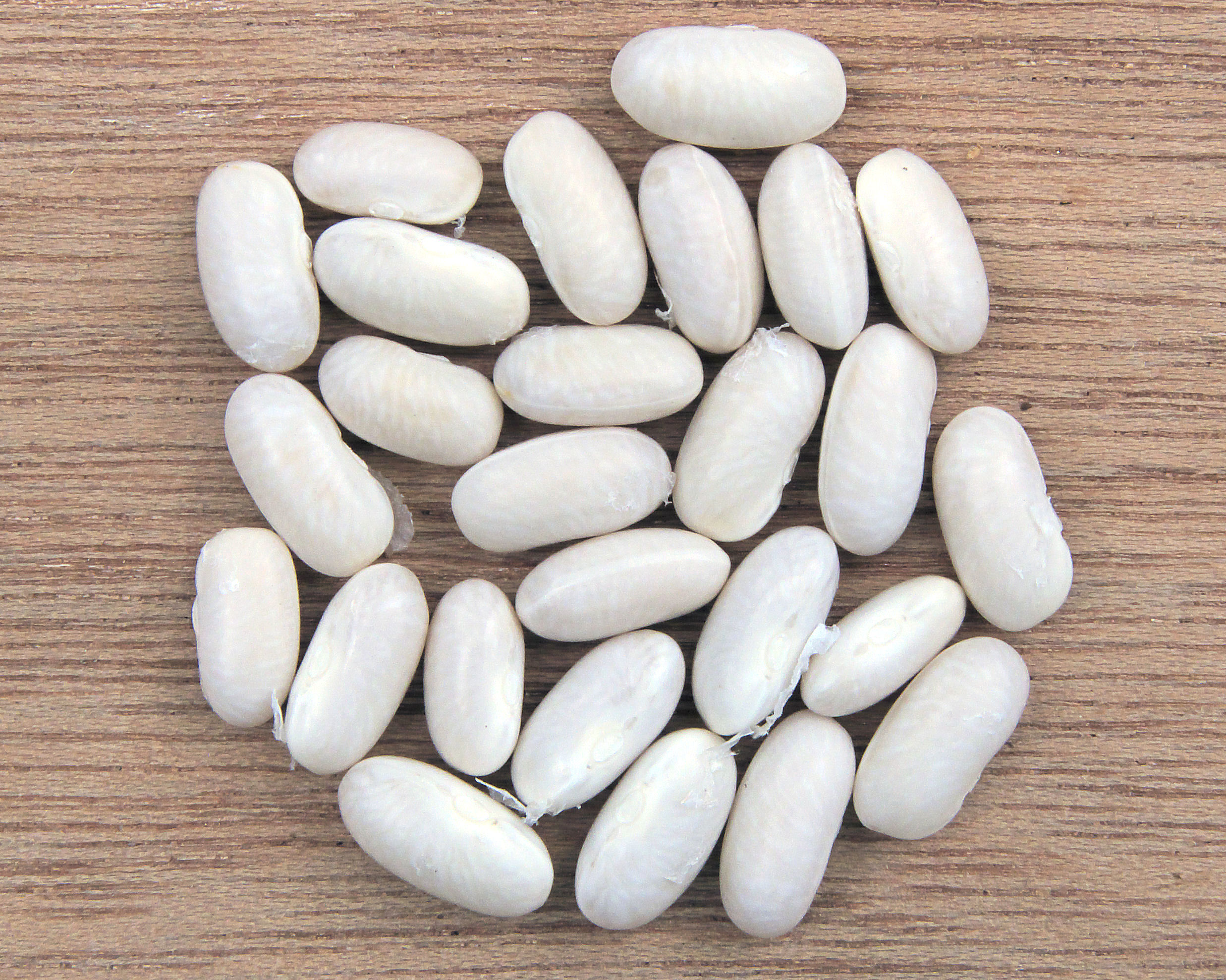
生のシロインゲンマメ

「それ」さえ食べれ（飲め）ば万病解決、あるいは短期間で減量可能と吹聴される食品が大流行することである。例として、紅茶キノコ（1975年頃）、酢大豆（1988年頃）、ココア（1996年頃）、にがり（2003年頃）、寒天（2005年夏）、白いんげん豆（2006年5月）、納豆（2007年1月）、バナナ（2009年）、トマトジュース（2012年2月）などが、「ダイエット効果あり」「○○に効く」などと言われブームになった。寒天やバナナや納豆は、健康情報娯楽テレビ番組で紹介され、各地のスーパーで品切れとなった。白いんげん豆については食中毒事件を引き起こし、納豆は番組内容の捏造問題にまで発展した。納豆ダイエットを放送した番組は、レタスの催眠効果や味噌のダイエット効果などでもデータや専門家のコメントを捏造していた。寒天品切れ騒動で根拠にされた論文は、寒天を食べない対照群も、寒天食群と同様に血糖値と血圧が低下していた。
2011年、福島の原発事故時には、放射能を排出する食品・食材が話題になった。2020年、新型コロナウイルス（COVID-19）の流行時には、SNSを介して誤った食情報が拡散され、「納豆がCOVID-19に有効」という噂から買い占めが発生し、一時品薄になった。あおさや柿渋の効果も話題になったが、これらは培養細胞や動物実験の結果を根拠にしたものだった。

### 「食品・食品成分の『薬効』を強調」
食品に含まれる「有益・有害成分」の量を無視して「○○に良い」「××に悪い」と効果や悪影響を一般化して論じ、大量に摂取しないと効果が望めないものを体に良いと主張したり、逆に微量に含まれている有害成分を過大視して健康に悪影響があるかのように訴えることである。培養細胞や動物実験で得られた結果にもかかわらず、人にも効果があるかのように言及するという研究の拡大解釈が見られる。「これを食べると○○に良い」というマスメディア情報や「健康食品」産業界からの情報の多くが該当する。同時に食品中にごく微量存在する有害物質に関して、有害性を発揮するだけの量を摂取することは不可能であるにもかかわらず、健康への悪影響を言い募る情報も該当する。

培養細胞や動物実験は、エビデンスレベルがもっとも低い。複数の質の高いヒト研究を体系的に評価するシステマティックレビューやメタ分析で効果と安全性が確認された場合に高いエビデンスとなる。

- 例として、健康食品全般が挙げられる[6][26]。健康食品類には、科学的根拠がない、もしくは非常に乏しい、あるいは小さな効果を大きく見せるフードファディズムが多く見られる[6][27]。そこには、効果を大きく見せるグラフを使うなどの手法が用いられる[27]。
- 「食品Aは物質Bを含む。物質Bは作用Cをもたらす。だからAを食べると作用Cがもたらされる」という言質は、食品Aを可能な量で食べた時に、作用Cをもたらす量の物質Bを摂取することになるのか否かを考慮していないという問題がある[6]。
- シナモンは2004年3月、おもいッきりテレビで「シナモンで糖尿病を予防できる」と放送したため、一時期、品切れになるほど人気になった[8]。しかし、基となった論文はグラム単位で長期摂取するものだった[8]。シナモンには毒性物質のクマリンのほか、様々な未知の物質が含まれており、大量摂取にはリスクがある[8]。
- タマネギについては、「タマネギを食べると血糖値が下がる」という健康情報娯楽テレビ番組が作られたが、タマネギが糖尿病に有効というラットの研究では、同様の効果を人間が得るためには、体重50kgの人が毎日50kgのタマネギを食べる必要があるという現実がある[8][28]。
- トマトジュースは2012年2月、学術論文のマスメディア報道により売り切れる騒動が起きた[6][29]。この報道では「トマトでメタボ改善」「トマトを食べれば痩せられる」といった報道が行われたが、この根拠となった実験は、「病態モデルマウス8匹に、加熱トマトに含まれる成分を添加した高脂肪食の餌を食べさせたところ、高脂肪食によって上昇する中性脂肪の量が、約30%抑制できた」というものだった[6][30]。

### 「食品に対する期待や不安の扇動」

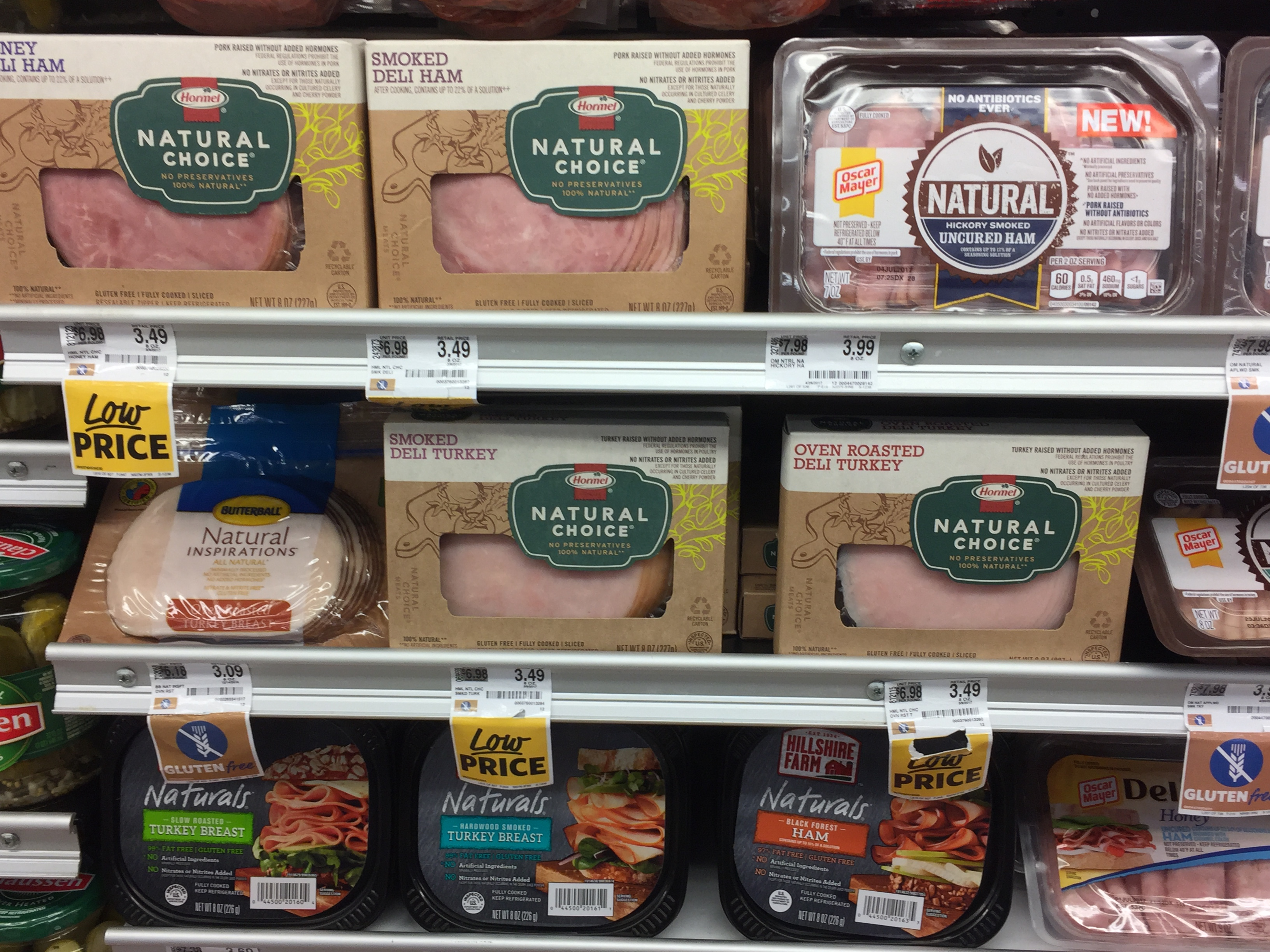
「自然」という言葉にはポジティブなイメージがあるため、食品や衣料品、代替医療、その他多くの分野のラベルや広告は「自然」であることをアピールしている

科学的根拠が明確でないにもかかわらず、特定の食品や食事法の健康への好影響・悪影響を過度に強調することである。食生活を全体としてとらえず個別の食品に焦点を当て、ある食品を「悪い」と決めつけたり、別な食品を「良い」と称賛したりする単純な二分法が特徴である。通常の食事はよくないとし、特殊な食事法を推奨することもここに属する。「自然・天然」「植物性」は良く、「人工」「動物性」は悪いとする傾向があり、農薬や化学肥料を使用した食品や、精製度の高い食品、食品添加物、遺伝子組み換え食品などを避けるべきとし、黒砂糖やハチミツ、低温殺菌牛乳、有機食品、有精卵などを推奨する傾向がある。
- 具体例として、精製度の高い食品（白砂糖、精製塩、精白米、小麦粉[12][35]）を悪とし、黒砂糖、はちみつ、玄米などを推奨する主張や[2]、動物性食品（動物性タンパク質、動物性脂肪）を忌避するベジタリアン、マクロビオティックなどと、逆に推奨する糖質制限食[36]、パレオダイエットなどの両極端な主張が見られる[2]
- 2005年頃からは「牛乳は体に悪い」と主張する書籍がベストセラーとなり、牛乳有害論が広まった[37][22]。高温殺菌牛乳は悪で低温殺菌牛乳は良いとする二分法的な考え方も見られる[3][6]。

## 問題点
フードファディズムには、複数の問題点がある。
- 健康詐欺や偽医療につながり、詐欺的商法に悪用される危険性がある[6][12][39]。これにより消費者は経済的損失を被るだけでなく、適切な医療から遠ざけられることで健康被害が生じる可能性もある[6][13][40]。
- 些末な食情報に振り回されて「普通に食べる」「適切に食べる」という食事の基本原則を見失う恐れがある[2][6]。特定の食品への過度の依存や回避により、栄養バランスが崩れるリスクもある[1][41]。
- 科学的根拠のない食品や食事法を実践することで、健康を害する可能性がある[41][40]。「普及品は危険」として高価な商品を勧める「不安便乗ビジネス」に悪用され、消費者の経済的負担を増加させる[6][7]。健康食品などへの過度の依存は、適切な医療を受けるタイミングを逃し、病状悪化を招くことがある[6][38]。
- 社会経済的には、突然の需要増加が生産者に過度な負担をかけ、ブーム後の需要減少によって経営難に陥るケースもある[6][42]。
- ブームが去ると売れ残りが生じ、在庫が廃棄され、食品ロスの原因にもなる[43]。また、「体に悪い」と烙印を押された食品は売れなくなり、これも食品ロスにつながる[43][44]。

口から入った食物は、消化酵素によって分解されても、その全ての成分が腸壁から血流に取り込まれるわけではなく、分子の大きさや構造、腸の状態などの要因によって選択的に吸収されたり排出されたりする。

## 解決策：エビデンスの重視
フードファディズムに陥らないための解決策としては、以下のアプローチが提案されている。
- 食と健康に対する基本的な知識を身に着けること[5]。成分の「経口摂取」が必ずしも体内への「吸収」を意味するわけではないことを理解し、食生活の基本は多様な食品を適切な量で摂取することにあると認識する[3][7]。食べるだけで健康になるような魔法の食品は存在せず、普通の食事を毎日きちんと適量摂ることが大切である[7][6]。
- 食べものの本質を正しく理解すること[2]。食べものは「食べもの」であり、「毒」でも「薬」でもない[2]。万能薬として機能する食品も、有毒物のように作用する食品も基本的には存在しない[2]。多様な食品を過不足なく摂取することが健康の基本であり、効果や害は食べ方次第で変わってくる[2]。体に良いとされる食品も食べ過ぎれば害となり、体に悪いとされる食品も適量であれば問題ない[7]。
- 広告のトリックを知ること。食品の広告宣伝では、直接的に効果を謳うと法律違反になるため、「ダイエットのおともに」「現代人の食生活を考えた」など効果を匂わすレトリック（巧みな表現技法）が用いられる[46][47]。
- 情報を批判的に読み解く力を養い、科学的根拠のある情報とそうでない情報を区別できるようになること。食事や栄養の影響を検証するには科学的研究による立証が不可欠であり、人を対象とした再現性や客観性を持つ研究、二重盲検法などの偏りを最小限にする方法で検証された情報を重視すること[1]。人を対象とした査読済み論文であっても、ハゲタカジャーナルなど信用度が低いものもある[7]。企業が主体で行うもの、被験者が少ないものなどは注意が必要である[7]。2024年の研究では、日本の機能性表示食品の臨床試験において、選択的結果報告によるバイアスリスクが高く、約70%以上の論文や広告に「スピン[注釈 1]」が認められた[48]。科学的研究があるというだけでなく、その質や結果の解釈、表現方法にも注意を払い、批判的に評価する必要がある[48]。